# Anna Austriaczka (1601–1666)
Anna Maria Maurycja Austriaczka, Anna Austriacka  (ur. 22 września 1601 w Valladolid, zm. 20 stycznia 1666 w Paryżu) – królowa Francji i Nawarry od 1615 jako żona Ludwika XIII i wdowa po nim, przez 18 lat po śmierci męża pełniąca pierwszoplanową rolę w polityce Francji, regentka za niepełnoletności Ludwika XIV w latach 1643–1651, szefowa rady królewskiej do 1661.

## Pochodzenie
Urodziła się jako pierworodne dziecko króla Hiszpanii i Portugalii Filipa III z dynastii Habsburgów oraz Małgorzaty Habsburżanki, córki Karola, księcia Styrii, Karyntii, Krainy i Triestu, bratanicy cesarza Maksymiliana II. Zarówno ze strony ojca oraz babki ojczystej, jak i matki oraz prababki macierzystej pochodziła z rodu Habsburgów.
Jako przedstawicielka dynastii austriackiej (Domu Austriackiego) hiszpańska infantka określana jest w historiografii mianem Austriaczki. Starsza, hiszpańska linia Habsburgów miała również prawo do używania dziedzicznego tytułu arcyksiążąt Austrii, mimo że władcami arcyksięstwa byli członkowie młodszej linii.
Na chrzcie, który odbył się 7 października 1601, infantka otrzymała imiona Anna Maria Maurycja – po babce oraz na cześć Najświętszej Marii Panny i świętego Maurycego jako urodzona w dniu jego wspomnienia liturgicznego. Rodzicami chrzestnymi dziecka zostali książę Parmy i Piacenzy Ranuccio Farnese oraz najwyższa rangą Hiszpanka, ochmistrzyni dworu królowej (camarera mayor) Catalina de la Cerda, żona księcia Lermy, który był najbardziej wpływowym z faworytów Filipa III. Papież Klemens VIII ofiarował infantce krzyż z relikwiami i udzielił odpustu zupełnego wszystkim uczestnikom jej chrztu.

## Plany małżeńskie

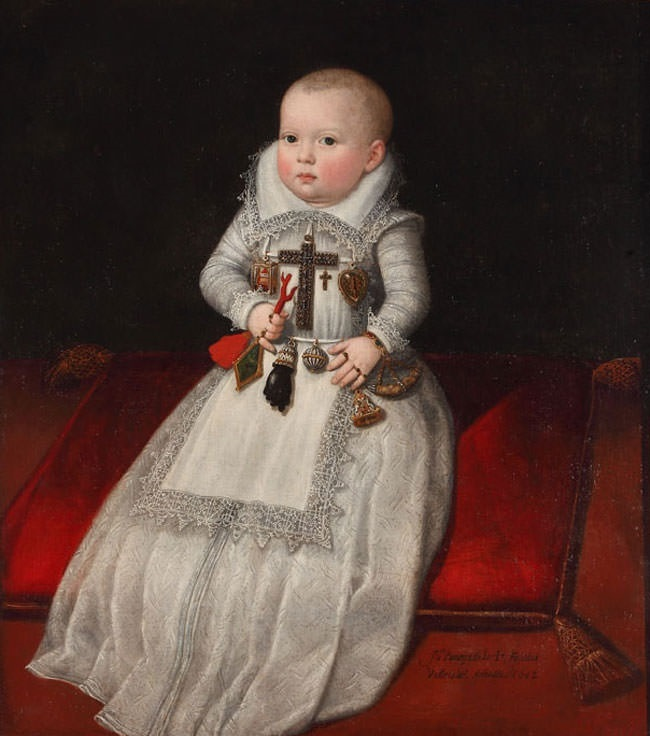
Roczna infantka Anna namalowana przez Juana Pantoję de la Cruz w 1602

Narodziny delfina Ludwika, pierworodnego syna francuskiego władcy Henryka IV i Marii Medycejskiej, które miały miejsce w tym samym miesiącu, zostały uznane przez Lermę za znak z nieba zapowiadający związek Hiszpanii i Francji. Zabiegi wokół hiszpańsko-francuskiego mariażu podjęli kolejni papieże Klemens VIII i Paweł V poprzez swoich nuncjuszy, proponując nawet podwójny albo potrójny związek (najstarszych dzieci – Anny i Ludwika, księcia Asturii Filipa z królewną Elżbietą i infanta Karola z królewną Krystyną). Jednak zarówno król Francji, jak i królowa Hiszpanii zachowywali dystans wobec tych planów.
W roku 1610 po udanym zamachu na Henryka IV i objęciu regencji przez Marię Medycejską wznowiono rozmowy w sprawie podwójnego małżeństwa dzieci królewskich (Ludwika z Anną lub młodszą od niej siostrą Marią Anną i Filipa z Elżbietą lub Krystyną). Pośredniczył w nich kuzyn francuskiej królowej, wielki książę Toskanii Kosma II. Na przeszkodzie w finalizacji tych planów stała królowa Małgorzata, ponieważ najstarszą córkę, którą Maria Medycejska chciała mieć za synową, zamierzała wydać za swojego brata Leopolda, chociaż był on wówczas jeszcze biskupem Strasburga. Dopiero na łożu śmierci pod koniec 1611 Małgorzata wyraziła zgodę na ślub Anny z delfinem.

## Wychowanie
Wychowaniem infantki Anny zajmowały się markiza Valle Magdalena de Guzmán, kolejna camarera mayor oraz hrabina Altamiry Leonor Sandoval y Rojas, siostra księcia Lermy. Po śmierci matki infantka często przebywała w klasztorze klarysek pod opieką ciotecznej babki Małgorzaty od Krzyża. W wieku 12 lat przeszła ospę, która nie pozostawiła jednak trwałych śladów na jej twarzy. Po ustaleniach dotyczących przyszłego małżeństwa Anna rozpoczęła naukę języka francuskiego, którym później władała w mowie i piśmie jak rodowita Francuzka, czym odróżniała się od swojej teściowej.

## Małżeństwo z Ludwikiem XIII

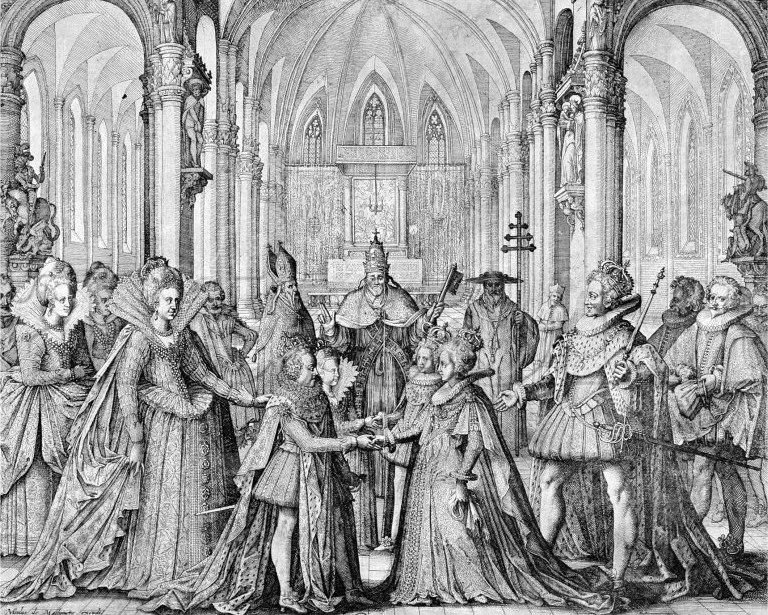
Podwójny mariaż francusko-hiszpański Ludwika XIII z Anną Austriaczką i Elżbiety Burbońskiej z księciem Asturii Filipem na rycinie wydanej przez Nicolasa de Mathonière'a w 1615

Zamiary regentki Francji dotyczące podwójnego mariażu francusko-hiszpańskiego oraz zawarcia sojuszu obronnego z sąsiednim mocarstwem zostały ogłoszone na początku 1612, spotykając się ze złym przyjęciem – w licznych pamfletach potępiano związek z „perfidną Hiszpanią”. Kontrakt małżeński Anny i Ludwika podpisano w sierpniu 1612. Sprecyzowano w nim zarówno kwestie posagowe i spadkowe, jak też datę ostatecznych zaślubin. Wartość kruszcowa posagu infantki, wyznaczonego w wysokości 500 tys. escudów (8 mln reali), wynosiła 1,7 tony złota. Posag ten zrównoważył się z posagiem wydawanej równocześnie za jej brata królewny francuskiej Elżbiety.
W październiku 1615 Anna podpisała akt renuncjacyjny, zrzekając się praw do dziedziczenia wszystkich ziem wchodzących w skład monarchii hiszpańskiej. Zaślubiny per procura z Ludwikiem odbyły się 18 października 1615 w Burgos za dyspensą z powodu zbyt bliskiego pokrewieństwa nupturientów.
We Fuenterrabii, gdzie dotarła w listopadzie, Anna pożegnała się z odprowadzającym ją ojcem, który udzielił jej ostatnich rad, zalecając uległość wobec męża i schlebianie teściowej, niemieszanie się do polityki bez wyraźnego polecenia króla, ale jednocześnie bronienie racji Habsburgów i prowadzenie szerokiej korespondencji z krewnymi, dążenie do zachowania pokoju między Francją i Hiszpanią, ostrożne i cierpliwe zwalczanie herezji oraz podjęcie starań o wprowadzenie Świętej Inkwizycji, przezorność, skrytość, a nawet dwulicowość w potrzebie. Na środku granicznej rzeki Bidasoa nastąpiło spotkanie orszaku towarzyszącego nowej królowej Francji z eskortą wiozącą do Hiszpanii jej bratową Elżbietę.
Anna spotkała się z mężem i teściową w Bordeaux, gdzie 25 lub 28 listopada 1615 nastąpiła konfirmacja małżeństwa, a później jego dopełnienie. Inicjacja seksualna 14-letniego monarchy odbiła się niekorzystnie na jego relacji z żoną, prawdopodobnie wzmacniając jeszcze jego mizoginię. W maju 1616 Anna i Ludwik razem odbyli wjazd do Paryża.
Do roku 1617, w którym Ludwik XIII wyzwolił się spod wpływu matki, Anna Austriaczka, chociaż była tzw. królową królującą (reine régnante), czyli żoną aktualnie panującego władcy, ustępowała pierwszeństwa królowej wdowie Marii Medycejskiej.

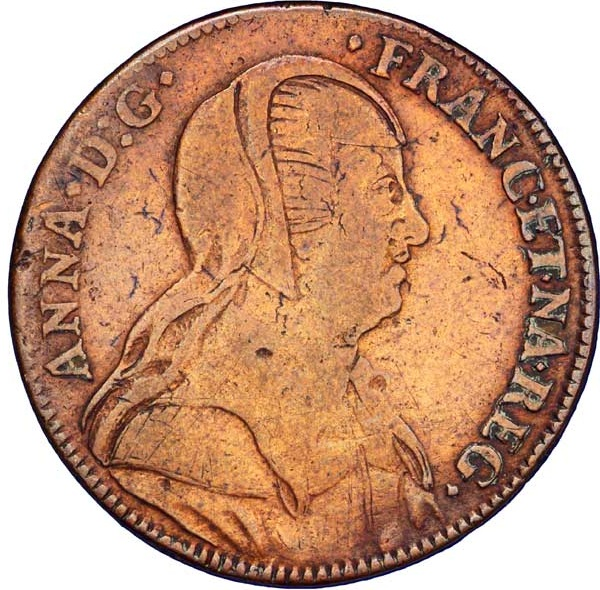
Żeton portretowy Anny jako regentki z lat 1643–1646

Małżeństwo z królem trwało ponad 27 lat, ale pierwsze dziecko narodziło się dopiero po prawie 23 latach związku. W tym czasie Anna była odsunięta od rządów i nie miała wpływu na męża, pozostając kolejno w cieniu teściowej, faworyta męża i kardynała Richelieu. Była zamieszana we wszystkie spiski przeciwko pierwszemu ministrowi, uchodząc jednak za „pokazowy przykład niewinnej ofiary tyranii kardynała”.

## Regencja
W trakcie choroby, która okazała się śmiertelna, król Ludwik XIII, który nigdy nie ufał swojej żonie i obawiał się, że może ona źle wykorzystać powierzoną jej władzę, ostatecznie zadecydował, że mianuje Annę regentką, jednak poważnie ograniczając jej kompetencje na rzecz młodszego brata, którego wybrał na szefa rady przyszłej regentki, dodatkowo powierzając mu funkcję namiestnika generalnego królestwa (lieutenant général). Rada regencyjna, w której skład król planował włączyć (poza młodszym bratem, księciem Orleanu Gastonem) kardynała Mazarina, pierwszego księcia krwi Kondeusza, kanclerza, nadintendenta finansów oraz jego syna hrabiego Chavigny, miała podejmować decyzje większością głosów, m.in. mianując urzędników cywilnych i wojskowych, w tym gubernatorów prowincji i komendantów twierdz. Natomiast 18 maja 1643 w czasie posiedzenia Parlamentu, po przemowie królowej i zrzeczeniu się roszczeń do regencji przez krewnych króla po mieczu, Anna Austriaczka została ustanowiona regentką z pełnią władzy.

## Genealogia
| Filip II Habsburg ur. 21 V 1527 zm. 13 IX 1598    | Filip II Habsburg ur. 21 V 1527 zm. 13 IX 1598    |  |  | Anna Austriaczka ur. 2 XI 1549 zm. 26 X 1580 | Anna Austriaczka ur. 2 XI 1549 zm. 26 X 1580 |  |  | Karol Styryjski ur. 3 VI 1540 zm. 10 VII 1590       | Karol Styryjski ur. 3 VI 1540 zm. 10 VII 1590       |  |  | Maria Anna Bawarska ur. 21 III 1551 zm. 29 IV 1608 | Maria Anna Bawarska ur. 21 III 1551 zm. 29 IV 1608 |  |  |
|                                                   |                                                   |  |  |                                              |                                              |  |  |                                                     |                                                     |  |  |                                                    |                                                    |  |  |
|                                                   |                                                   |  |  |                                              |                                              |  |  |                                                     |                                                     |  |  |                                                    |                                                    |  |  |
| Filip III Habsburg ur. 14 IV 1578 zm. 31 III 1621 | Filip III Habsburg ur. 14 IV 1578 zm. 31 III 1621 |  |  |                                              |                                              |  |  | Małgorzata Austriaczka ur. 25 XII 1584 zm. 3 X 1611 | Małgorzata Austriaczka ur. 25 XII 1584 zm. 3 X 1611 |  |  |                                                    |                                                    |  |  |
|                                                   |                                                   |  |  |                                              |                                              |  |  |                                                     |                                                     |  |  |                                                    |                                                    |  |  |
|                                                   |                                                   |  |  |                                              |                                              |  |  |                                                     |                                                     |  |  |                                                    |                                                    |  |  |
|                                                   |                                                   |  |  |                                              |                                              |  |  |                                                     |                                                     |  |  |                                                    |                                                    |  |  |

|                                               |                                               | Ludwik XIII Burbon ur. 27 IX 1601 zm. 14 V 1643 OO 21 XI 1615 | Ludwik XIII Burbon ur. 27 IX 1601 zm. 14 V 1643 OO 21 XI 1615 | Anna Austriaczka ur. 22 IX 1601 zm. 20 I 1666 | Anna Austriaczka ur. 22 IX 1601 zm. 20 I 1666 |  |  |  |  |
|                                               |                                               |                                                               |                                                               |                                               |                                               |  |  |  |  |
|                                               |                                               |                                                               |                                                               |                                               |                                               |  |  |  |  |
|                                               |                                               |                                                               |                                                               |                                               |                                               |  |  |  |  |
| Ludwik XIV Burbon ur. 5 IX 1638 zm. 1 IX 1715 | Ludwik XIV Burbon ur. 5 IX 1638 zm. 1 IX 1715 | Filip I Burbon ur. 21 IX 1640 zm. 8 VI 1701                   | Filip I Burbon ur. 21 IX 1640 zm. 8 VI 1701                   |                                               |                                               |  |  |  |  |